# 天津いちは
天津 いちは（あまつ いちは、1991年3月11日 - ）は日本のモデル、コスプレイヤー、YouTuber、TikToker。富山県南砺市出身、東京都在住。

## 略歴
露出系コスプレイヤーとしてコミックマーケットなどで知名度を上げたグラビアモデル。神奈川大学工学部第一フロンティア学科卒。前職は東日本旅客鉄道（JR東日本）社員。研修でターミナル駅の駅員として勤務した後、設備管理部署に在籍した。
幼少時は人と話すことを苦手としており、ここから人と関わるより漫画やアニメを見て過ごす。
大学卒業後の2016年4月、職場の上司に誘われ池袋のコスプレイベント「acosta!」に参加し初めてコスプレを経験。ここから写真に撮られる喜び、作りこむ楽しさを知る。
応援してくれる人がいる限りは挑戦したいと2018年4月、人生初のミスコン「ミスヤングチャンピオン」に出場し、6月にファイナリスト選出を果たすも入賞はならず。
その後、TBS『有吉ジャポン』のコミックマーケット特集において際どいスーパーハイレグ姿だったことで取り上げられ、以後もハロウィンなどコスプレ企画で登場。
2019年1月24日、YouTubeチャンネル開設。
2019年4月配信『チャンスの時間』での「が～まるちょば勝手に新メンバーオーディション」にスーパーハイレグで出演しパントマイムができないにもかかわらず優勝。MCの千鳥に「マクラーレン」とニックネームをつけられ、準レギュラー候補と推薦された。

## 人物
モットーは「お嫁さんに行ける範囲でなら脱ぐ！」。
電気工事士、つり上げ荷重5t未満の小型移動式クレーン運転免許、つり上げ荷重が1t以上の玉掛け免許、携帯基地局技術操作免許を取得。ミスヤングチャンピオン応募時はJR東日本に勤務していたが、副業禁止規定などでクレームが来たことにより自主退職。以降は脱サラコスプレイヤーをかかげ、2018年12月現在はアルバイトとのかけもちでタレント活動を行っている。退社以降は生活拠点を富山に置いており、仕事の度に都内に出てきている。

## 出演

### テレビ
- 有吉ジャポン（2018年9月、11月、TBS）
- チャンスの時間（2019年4月9日、4月24日[17][18][19]、6月5日、AbemaTV）
- 村上マヨネーズのツッコませて頂きます!（2019年7月18日、フジテレビ）
- ノブナカなんなん（2021年4月17日、2021年6月12日、テレビ朝日）
- ケンコバのバコバコナイト（2021年9月3日、サンテレビ）

### ウェブラジオ
- みつくんの新鮮アーティスト!生絞り!アシスタント（2019年3月-、渋谷クロスFM）第1週アシスタント[20]

### ウェブテレビ
- チャンスの時間（2018年、AbemaTV）

- 給与明細（2019年8月26日、9月9日[21]、11月11日、12月23日、AbemaTV）潜入ガール[22]

- 街録ch〜あなたの人生、教えて下さい〜（2021年、YouTube番組）

### イベント
- アサガヲBlog 12星座下着 episode1[23]（2017年12月2日、都内スタジオ）

- コスプレ博 in TFT（2017年12月24日、東京ファッションタウンビル）[24]

- ガタケット（2018年1月28日、新潟市産業振興センター）[25]

- 天津いちは 生誕祭＆いち呑み（2018年3月10日、東京・ホワイトスタジオ）[26]

### 雑誌
- 秋田書店「ヤングチャンピオン」No.12（2018年5月22日発売）、No.13（6月12日発売）、No.14（6月26日発売）、「別冊ヤングチャンピオン」7月号（2018年6月5日発売）

### ゲーム
- 成り上がり～華と武の戦国（2022年12月1日、YooZoo）‐ 京極マリア 役[27]